# Sigurd Dahlrup
Sigurd Edvard Dahlrup, född den 12 november 1892 i Hyllie församling, Malmöhus län, död den 5 maj 1964 i Malmö, var en svensk ämbetsman. 
Dahrup avlade studentexamen i Lund 1911 och juris kandidatexamen vid Lunds universitet 1919. Han blev länsbokhållare i Malmöhus län 1921, extra ordinarie länsassessor där 1938, ordinarie länsassessor 1941 och taxeringsintendent 1944. Dahlrup var landskamrerare i samma län 1947–1954. Han blev riddare av Nordstjärneorden 1943 och kommendör av samma orden 1953. Dahlrup vilar på Limhamns kyrkogård.